# Nicolás Vazzoler
Nicolás Vazzoler (Esperanza, Santa Fe; 8 de marzo de 1986) es un exfutbolista y entrenador argentino.

## Clubes

### Como asistente técnico
| Club                 | País      | Año       |
| -------------------- | --------- | --------- |
| Midland              | Argentina | 2015-2016 |
| Deportes Copiapó     | Chile     | 2018-2020 |
| Deportes Antofagasta | Chile     | 2020      |

### Como entrenador
Datos actualizados al último partido dirigido el 27 de marzo de 2024.
| Club            | País      | Año   | PJ | PG | PE | PP | Efectividad |
| --------------- | --------- | ----- | -- | -- | -- | -- | ----------- |
| Excursionistas  | Argentina | 2016  | 1  | 0  | 0  | 1  | 0%          |
| Guillermo Brown | Argentina | 2021  | 26 | 7  | 12 | 7  | 42.3%       |
| San Luis        | Chile     | 2022  | 6  | 1  | 1  | 4  | 22.23%      |
| Unión (Rva)     | Argentina | 2025  | 2  | 0  | 1  | 1  | 22.23%      |
| Total           | Total     | Total | 39 | 9  | 14 | 16 | 35.05%      |